# Wilhelm Rudeloff
Wilhelm Rudeloff (* 29. Mai 1866 in Rostock; † 24. Juni 1951 in Hamburg) war ein deutscher Schiffsmakler und Minieralöunternehmer. Er war Gesellschafter und Aufsichtsratsvorsitzender der Rhenania-Ossag, der deutschen Tochtergesellschaft der Royal Dutch Shell.
Wilhelm Rudeloff zählte zu Beginn des 20. Jahrhunderts zu den Pionieren der Mineralölwirtschaft im Deutschen Reich und erwarb im Ölgeschäft ein Vermögen. Der Aufstieg der Deutschen Shell zu einem Marktführer auf dem Westdeutschen Mineralölmarkt wird ihm zugeschrieben.

## Leben
Im Jahr 1866 gründeten die Brüder H. C. Eduard Meyer und W .D. Johannes Meyer das Handelsunternehmen Meyer & Co. in Hongkong. 1877 gründete H.C. Eduard Meyer in Hamburg ein Unternehmen und heiratete Ida Glitza, eine Enkelin von Adolf Glitza und benannte das Unternehmen Meyer-Glitza.
Ab 1888 war Wilhelm Rudeloff für die Schiffsmakler Meyer & Co in Hongkong tätig. 1900 brachten von Meyer & Co gemakelte Schiffe das erste Petroleum der „Shell Transport & Trading Company Ltd.“ nach China. Der Gründer der „Shell Transport & Trading Company Ltd.“ Marcus Samuel, 1. Viscount Bearsted ernannte Wilhelm Rudeloff zum Generalagenten der Shell in Hamburg und 1903 im gesamten Deutschen Reich. 1902 war Rudeloff neben Geschäftsführer Heinrich Späth (1869–1940) die treibende Kraft bei der Gründung der „Benzinwerke Rhenania GmbH“ in Düsseldorf.
Im Jahr 1907, nach dem Zusammenschluss der niederländischen „Royal Dutch“ und der britischen „Shell“ zur „Royal Dutch Shell“ vertrat Rudeloff den Ölkonzern auch in Österreich-Ungarn im Königreich Italien und Skandinavien. 1914 gründete Rudeloff in Hamburg die „Wilhelm Rudeloff GmbH“. Rudeloff erwarb im Ölgeschäft ein Vermögen und zählte zu den engsten Freunden von Henri Deterding, dem Chief Executive Officer der Royal Dutch Shell. Während des Ersten Weltkriegs liefen die stark rückläufigen Mineralölgeschäfte der Royal Dutch Shell im Deutschen Reich ausschließlich über die Wilhelm Rudeloff GmbH.
Von 1917 bis 1948 agierte Rudeloff als Gesellschafter und Aufsichtsratsvorsitzender der „Benzinwerke Rhenania GmbH“, der umsatzstärksten Tochterfirma der Royal Dutch Shell im Deutschen Reich.
Die Rhenania wurde 1925 nach ihrer Fusion mit den „Ölwerken Stern-Sonneborn“ in die „Mineralölwerke Rhenania-Ossag“ umbenannt. Dieses Unternehmen war die Vorläuferin der 1947 gegründeten Deutschen Shell AG in Hamburg. Rudeloff war Mitglied der NSDAP. Als Aufsichtsratsvorsitzender befürwortete er nach 1933 die schnelle „Arisierung“ der Rhenania-Ossag AG. Rudeloff beeilte sich in einem Schreiben an die Reichskanzlei zu betonen, dass der Anteil jüdischer Anteilseigner in seinem Unternehmen unter 1 Prozent läge,
Am 8. Juli 1935 gründete Henri Deterding die »Friedrich Heinrich-Landstiftung«, ihre Satzung nannte als Zweck: „die praktische und charakterliche Ausbildung Siedlungswilliger nach Bestimmung eines besonderen Lehrplanes“ zu gewährleisten. Das Kuratorium der Stiftung bestand aus dem mecklenburgischen Reichsstatthalter und NSDAP-Gauleiter Friedrich Hildebrandt als Vorsitzendem, dem Kaufmann Rudeloff aus Hamburg und Deterding selbst. Bei Stimmengleichheit, so bestimmte die Satzung, entschied Deterding.